# Hof van Cassatie (België)

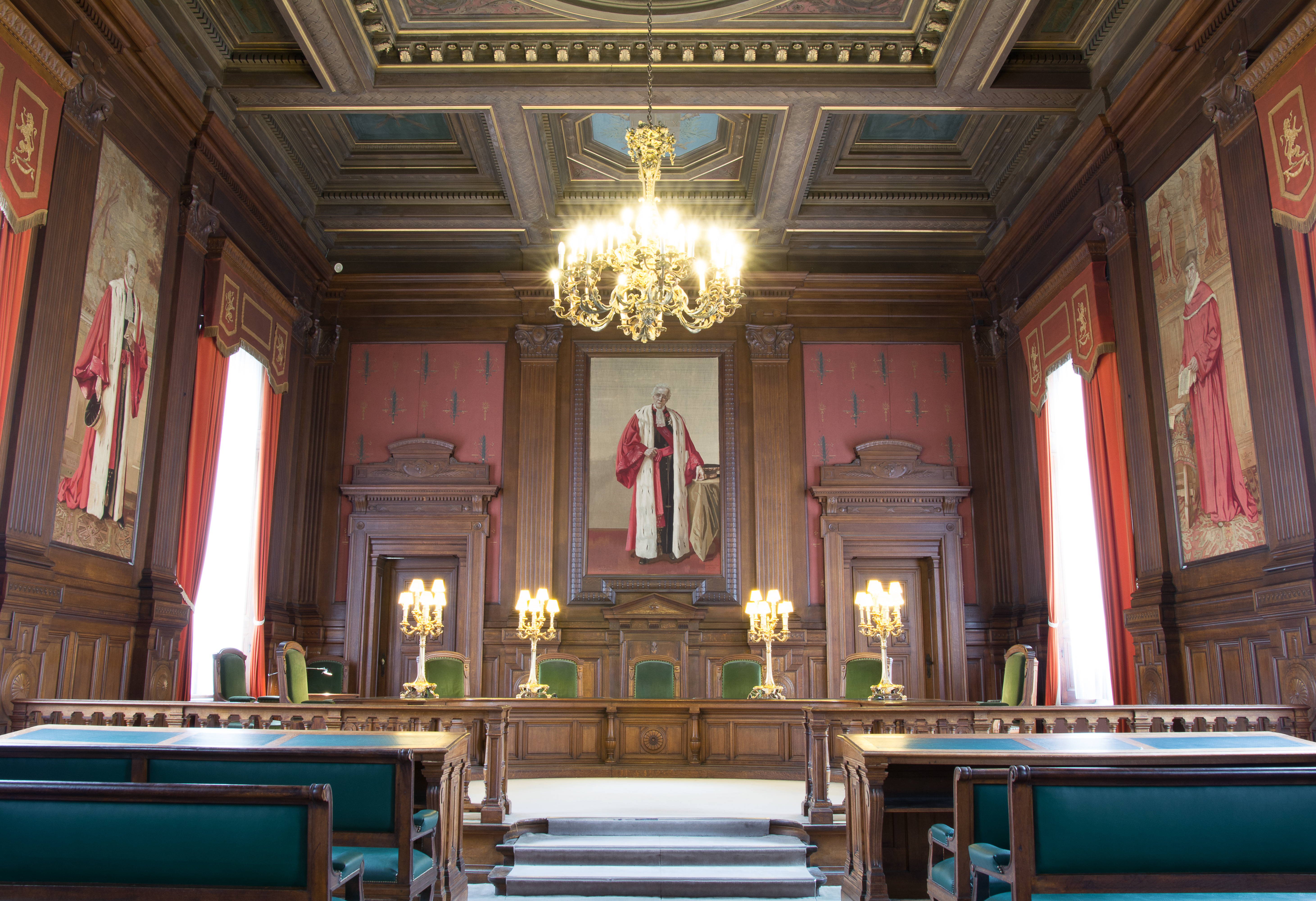
Zittingszaal van het Hof van Cassatie in het Justitiepaleis van Brussel.

Het Hof van Cassatie (Frans: Cour de Cassation; Duits: Kassationshof) is het hoogste rechtscollege van België. Vroeger werd dit Hof ook weleens het Hof van Verbreking genoemd, maar deze term is vandaag verouderd. Een procedure voor het Hof van Cassatie noemt men een voorziening in cassatie.

## Bevoegdheid
Het Hof neemt kennis van voorzieningen in cassatie tegen vonnissen van rechtbanken of arresten van hoven die in laatste aanleg zijn gewezen.
Het Hof van Cassatie treedt niet in de beoordeling van de zaken zelf (art. 147, tweede lid Gw.). het hof is geen feitenrechter en maakt dus geen derde aanleg uit, aangezien het over de grond of inhoud van de feiten geen oordeel kan vellen.
Het is enkel bevoegd om een vonnis of arrest te verbreken als de rechter in beroep op straffe van nietigheid voorgeschreven vormvereisten niet heeft nageleefd of bepaalde rechtsregels niet correct heeft geïnterpreteerd of toegepast. In dat geval zal het vonnis of arrest verbroken worden en door het Hof van Cassatie naar een andere rechtbank of hof van beroep verwezen worden (art. 1110, eerste lid Ger. W.). Deze instantie zal de zaak dan opnieuw ten gronde moeten beoordelen.
Daarnaast treedt het ook soms op als beroepsrechter van administratieve rechtbanken. In deze zaken gaat het Hof wel over tot een beoordeling over de grond of de inhoud van de feiten. Art. 158 Gw. bepaalt dat het Hof van Cassatie uitspraak doet in de zogenaamde conflicten van attributie. Dit betekent dat het Hof bevoegd is om te oordelen of de hoven en rechtbanken dan wel de afdeling bestuursrechtspraak van de Raad van State bevoegd is om kennis te nemen van een bepaald geschil.
In principe kunnen in cassatievoorzieningen enkel de schending van in eerdere aanleg ingeroepen rechtsgronden worden aangewend. Het Hof van Cassatie oordeelde echter in een arrest van 23 mei 2011, in de zaak De Bonvoisin, dat er hiervan kan worden afgeweken indien de ingeroepen rechtsgrond van internationale openbare orde is. In casu ging het om artikel 10 van het Europees Verdrag voor de Rechten van de Mens, de verdragsbepaling over persvrijheid.
Een vaak ingeroepen rechtsgrond voor het Hof is een schending van de motiveringsplicht van vonnissen en arresten, zoals bepaald in art. 149 Gw.
Een voorziening in cassatie is een buitengewoon rechtsmiddel (art. 21, tweede lid van het Gerechtelijk Wetboek (Ger. W.).) Hoger beroep daarentegen noemt men een gewoon rechtsmiddel (art. 21, eerste lid Ger. W.)
Tussen de 20 advocaten bij het Hof van Cassatie (in burgerlijke zaken) en de raadsheren van het Hof bestaan bepaalde afspraken. Zo zullen de advocaten het  cassatieberoep dat volgens hen weinig slaagkans heeft, handtekenen aan de rechterkant in plaats van aan de linkerkant. Aldus tracht men de werklast van het Hof te verlichten. Het is nog zozeer de vraag in hoeverre deze praktijk  verenigbaar zijn met het recht tot een onafhankelijke en onpartijdige rechter aangezien dit gebruik kan leiden tot een ab initio bevooroordeling in hoofde van het Hof.

## Organisatie

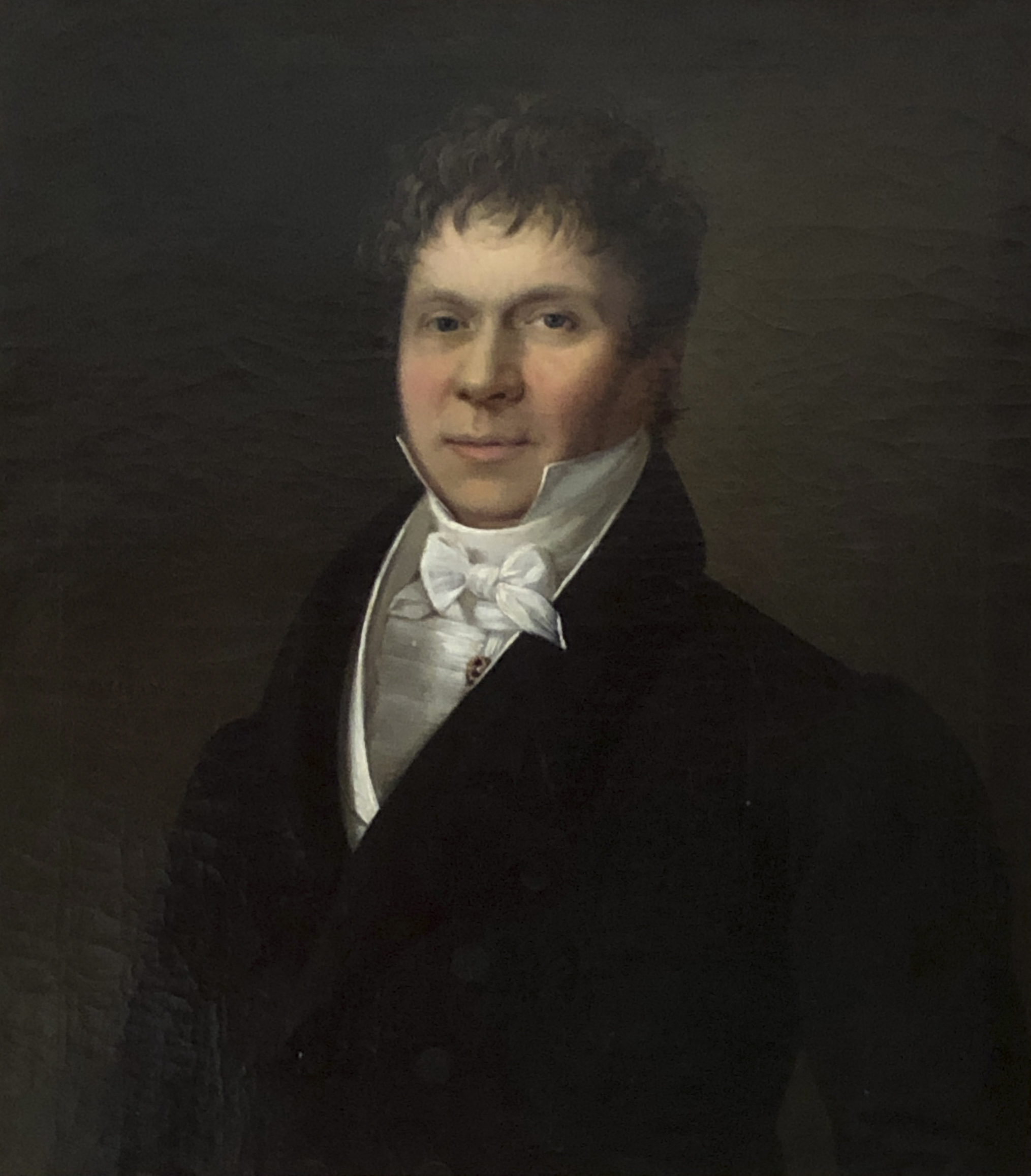
Jean-Louis Van Dievoet (1777-1854), de eerste secretaris bij het parket van het Hof van Cassatie sedert het ontstaan van het Koninkrijk België.

De Belgische Grondwet bepaalt dat er voor geheel België één Hof van Cassatie bestaat (art. 147, eerste lid GW). Het Hof van Cassatie is gevestigd in het Brusselse Justitiepaleis.
Het Hof van Cassatie bestaat uit volgende kamers:
- de eerste kamer, die zaken behandelt van burgerlijk recht, economisch recht, bestuursrecht en tuchtrecht;
- de tweede kamer, die strafzaken behandelt;
- en de derde kamer, die sociale zaken behandelt.

Alle kamers hebben zowel een Nederlandstalige als een Franstalige afdeling. Een rechter zetelend in het Hof van Cassatie wordt een raadsheer genoemd. Dit geldt ook vrouwelijke rechters. In de regel zetelen er vijf raadsheren in een kamer. In eenvoudige zaken zetelen er slechts drie raadsheren. De raadsheren in het Hof van Cassatie worden door de Koning benoemd na voordracht door de Hoge Raad voor de Justitie. De algemene vergadering het Hof moet voorafgaandelijk aan de voordracht een gemotiveerd advies afleveren (art. 151, §4 GW). Voordien werden de raadsheren in het Hof door de Koning benoemd uit twee lijsten van twee kandidaten, de ene door het Hof van Cassatie, de andere beurtelings door de Kamer van volksvertegenwoordigers en door de Senaat voorgelegd (art. 151, §6 GW).
Het Hof van Cassatie staat onder de leiding van een eerste voorzitter. Het Openbaar Ministerie (parket) wordt geleid door een procureur-generaal. De raadsheren en de leden van het parket van het Hof worden bijgestaan door referendarissen, griffiers en secretarissen.

## Procedure
Een procedure voor het Hof van Cassatie noemt men een voorziening in cassatie. De cassatieprocedure is geregeld in de artikelen 1073 tot 1121/6 Ger.W.
In de regel is de termijn om een voorziening in cassatie in te stellen drie maanden na de betekening van de bestreden rechterlijke beslissing (art. 1073, eerste lid Ger.W.) Deze termijn is een vervaltermijn: een te laat ingestelde voorziening is niet toelaatbaar en zal daardoor niet door het Hof worden behandeld (art. 1078 Ger.W.).
In de regel mogen advocaten die Belg zijn of een onderdaan zijn van een andere lidstaat van de Europese Unie en de advocaat-stagiairs pleiten voor alle gerechten van het Rijk (art. 439 Ger.W.). Op deze regel bestaat er echter een uitzondering voor de advocaten die pleiten voor het Hof van Cassatie. In burgerlijke zaken mogen immers enkel de zogenaamde advocaten bij het Hof van Cassatie voor dit Hof pleiten. De Koning is bevoegd om deze advocaten aan te duiden. Op dit moment zijn er 20 zulke advocaten, waarvan de meeste zijn gevestigd in Brussel. Deze advocaten zijn niet aangesloten bij de Orde van Vlaamse Balies of de Ordre des barreaux francophones et germanophone maar ressorteren onder de Orde van advocaten bij het Hof van Cassatie. In strafzaken is de regeling soepeler. Iedere advocaat die een getuigschrift van een opleiding in cassatieprocedures behaalde, kan in in strafzaken voor het Hof van Cassatie pleiten (artikel 425, §1, tweede lid van het Wetboek van Strafvordering (Sv.)). In fiscale zaken zijn alle advocaten bevoegd om voor het Hof van Cassatie op te treden.

## Geen precedentwerking, wel feitelijk gezag
In tegenstelling tot in common law-stelsels bestaat er in het Belgische recht geen precedentwerking. In België mogen de rechters in de zaken die aan hun oordeel onderworpen zijn immers geen uitspraak doen bij wege van algemene en als regel geldende beschikking (art. 6 Ger.W.). Dit houdt in dat de Belgische hoven en rechtbanken iedere zaak op zich moeten bekijken en iedere zaak afzonderlijk dienen te motiveren. Verwijzen naar motiveringen in andere uitspraken is niet toegestaan.
Desondanks hebben de arresten van het Hof van Cassatie een feitelijk gezag, waar de lagere hoven en rechtbanken zich meestal naar schikken: hun vonnissen dan wel arresten komen immers in aanmerking voor een voorziening in cassatie. Het verschil met de werking van common law-precedenten is dat er geen positief precedent gesteld kan worden door het Hof van Cassatie, daar het enkel een vonnis of arrest kan verbreken en daarvoor de redenen kan opgeven, en niet zelf een zaak ten gronde kan behandelen. Het Hof van Cassatie is immers geen feitenrechter (art. 147, tweede lid GW). Het feitelijk gezag van het Hof van Cassatie maakt dat het Hof beschikt over een mechanisme dat waakt over de eenheid van rechtspraak in België.
Indien het Hof van Cassatie een rechterlijke uitspraak vernietigt, wordt de zaak doorverwezen naar een ander gerecht in hoogste feitelijke aanleg van dezelfde rang als datgene dat de bestreden beslissing gewezen heeft (art. 1110, eerste lid Ger.W.). Als het Hof dus bijvoorbeeld een arrest van het hof van beroep van Gent vernietigt, kan het de zaak doorverwijzen naar bijvoorbeeld het hof van beroep van Antwerpen. In Antwerpen zal de zaak dan worden overgedaan zoals een gewone zaak (art. 1110, tweede lid Ger.W.). Dat gerecht moet zich dan houden aan het arrest van het Hof van Cassatie, althans voor wat betreft het door het Hof beslechte rechtspunt. Het is niet mogelijk om nadien nog een voorziening in cassatie in te stellen op basis van dit reeds door het Hof beslechte rechtspunt. Deze regeling bestaat sinds art. 1110 Ger.W. op dit punt werd gewijzigd door art. 149 van de wet van 6 juli 2017 (de zogenaamde Wet Potpourri V). Voordien was het rechtscollege naar wie de zaak verwezen werd pas gebonden door het cassatiearrest indien het Hof van Cassatie een beslissing in dezelfde zaak voor de tweede maal had vernietigd. Dit noemde men de dubbele cassatie.

## Stijl
In vergelijking met andere hooggerechtshoven zijn de arresten van het Belgische Hof van Cassatie kort. Tot 2002 bestonden ze uit één lang uitgesponnen zin, waarin signaalwoorden de verschillende onderdelen aangaven ("schending van", "doordat", "terwijl", "overwegende dat", "zodat"). Sindsdien is overgestapt op een meer moderne stijl die het rechtsmiddel en de beslissing met kopjes aangeeft, maar de motivering is nog steeds even summier, zodat de arresten een orakelachtige kwaliteit hebben.

## Bekende arresten
- Antigoonarrest (2003; uitspraak over de toelaatbaarheid van onrechtmatig verkregen bewijs)
- Boswachtersarrest (1909; uitspraak waarbij het Hof stelde dat niet de inhoud maar wel het bestaan van rechtshandelingen als een feit tegenwerpelijk is aan derden)[6]
- Flandria-arrest (1920; uitspraak waarbij het Hof bepaalde dat ook de overheid burgerrechtelijk aansprakelijk kan gesteld worden op basis van art. 1382 van het Burgerlijk Wetboek (BW))
- Smeerkaasarrest (1971; uitspraak waarbij het Hof besliste dat een verdrag met directe werking in de interne Belgische rechtsorde voorrang heeft op de grondwet en wetten van de federale wetgever, zelfs wanneer deze wetten werden goedgekeurd na de goedkeuringswet van het verdrag)
- Spaghetti-arrest (1996; uitspraak over het wrakingsverzoek tegen onderzoeksrechter Connerotte in de zaak-Dutroux, die de directe aanleiding was voor de Witte Mars in Brussel op 26 oktober 1996)
- Stuwadoorsarrest (1973; uitspraak inzake de samenloop van aansprakelijkheidsvorderingen)
- Waleffe-arrest (1950; uitspraak waarbij het Hof het vermoeden van de grondwettigheid van de wet vestigde)

## Lijst van eerste voorzitters van het Hof van Cassatie

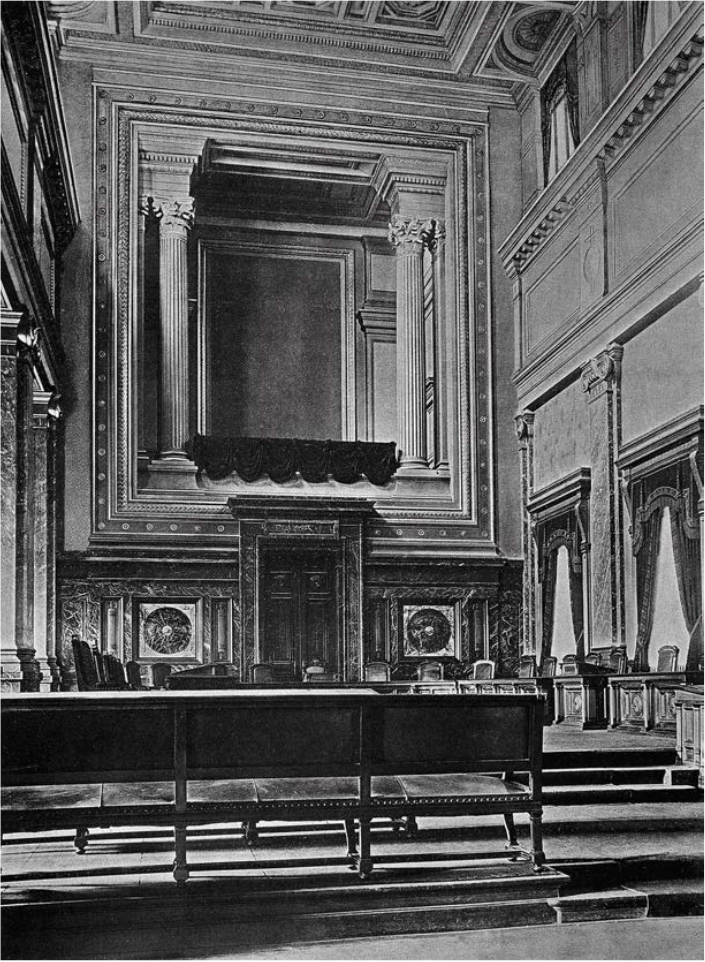
Grote Audiëntiezaal van het Hof van Cassatie kort na de opening van het Justitiepaleis van Brussel. Het ruiterportret van koning Leopold I zou pas later worden aangebracht.

| Naam | Naam | Naam                               | Begin termijn       | Einde termijn |
| ---- | ---- | ---------------------------------- | ------------------- | ------------- |
| 1    |      | Etienne de Gerlache (1785-1871)    | 1832                | 1867          |
| 2    |      | Eugène Defacqz (1797-1871)         | 1867                | 1872          |
| 3    |      | Guillaume de Crassier              | 1872                | 1879          |
| 4    |      | Guillaume de Longe                 | 1879                | 1890          |
| 5    |      | Frédéric Bayet                     | 1890                | 1893          |
| 6    |      | Charles Beckers                    | 1893                | 1899          |
| 7    |      | Frédéric de le Court               | 1899                | 1901          |
| 8    |      | Auguste Van Berchem                | 1901                | 1903          |
| 9    |      | Jean Giron                         | 1903                | 1908          |
| 10   |      | Auguste van Maldeghem              | 1908                | 1911          |
| 11   |      | Jules Lameere                      | 1911                | 1912          |
| 12   |      | Pierre Scheyven                    | 1912                | 1913          |
| 13   |      | Eugène Du Pont                     | 1913                | 1919          |
| 14   |      | Paul Van Iseghem                   | 1919                | 1926          |
| 15   |      | Arthur Goddyn                      | 1926                | 1939          |
| 16   |      | Jean-François Joseph Jamar         | 1939                | 1946          |
| 17   |      | Léopold Soenens                    | 1946                | 1951          |
| 18   |      | Nestor Louveaux                    | 1951                | 1955          |
| 19   |      | Paul Wouters                       | 1955                | 1960          |
| 20   |      | Antoine de Clippele                | 1960                | 1960          |
| 21   |      | Antoine Sohier                     | 1960                | 1961          |
| 22   |      | Paul Giroul                        | 1961                | 1964          |
| 23   |      | Jules Bayot                        | 1964                | 1971          |
| 24   |      | Arthur Belpaire                    | 1971                | 1974          |
| 25   |      | Karel Louveaux                     | 1974                | 1975          |
| 26   |      | Joseph Rutsaert                    | 1975                | 1977          |
| 27   |      | Alfred Wauters                     | 1977                | 1982          |
| 28   |      | Robert Legros                      | 1982                | 1983          |
| 29   |      | Marc Châtel                        | 1983                | 1990          |
| 30   |      | Robert Soetaert (1922-2021)        | 1990                | 1992          |
| 31   |      | Oscar Stranard                     | 1992                | 1998          |
| 32   |      | Pierre Marchal                     | 1998                | 2003          |
| 33   |      | Marc Lahousse                      | 2003                | 2007          |
| 34   |      | Ghislain Londers (geboren in 1947) | 2007                | 2011          |
| 35   |      | Etienne Goethals (geboren in 1945) | 2012                | 2014          |
| 36   |      | Jean de Codt                       | 2014                | 2019          |
| 37   |      | Beatrijs Deconinck                 | 2019                | 2024          |
| 38   |      | Eric de Formanoir de la Cazerie    | sinds 19 april 2024 |               |

## Lijst van procureurs-generaal bij het Hof van Cassatie
- 1832-1836: Isidore Plaisant (advocaat-generaal die optrad als procureur-generaal)
- 1836-1871: Mathieu Leclercq
- 1871-1886: Charles Faider
- 1886-1900: Charles Mesdach de ter Kiele
- 1900-1903: Léon Melot
- 1903-1911: Raymond Janssens
- 1911-1926: Georges Terlinden
- 1926-1938: Paul Leclercq
- 1938-1942: Adolphe Gesché
- 1944-1953: Léon Cornil
- 1954-1968: Raoul Hayoit de Termicourt
- 1968-1974: Walter Ganshof van der Meersch
- 1974-1978: Raphaël Delange
- 1978-1982: Frédéric Dumon
- 1982-1982: Raymond Charles
- 1983-1990: Ernest Krings
- 1990-1993: Herman Lenaerts
- 1993-1996: Jacques Velu
- 1996-1998: Eliane Liekendael
- 1998-2000: Jean-Marie Piret
- 2000-2004: Jean du Jardin
- 2004-2007: Marc De Swaef
- 2007-2014: Jean-François Leclercq
- 2014-2017: Patrick Duinslaeger
- 2017-2019: Dirk Thijs
- 2019-2024: André Henkes
- 2024-heden: Ria Mortier

## Lijst van enkele advocaten bij het Hof van Cassatie
- Hubert Dolez (1836-1880)
- Auguste Van Dievoet (1848-1859)
- Auguste Orts (1848-1880)
- Auguste Beernaert (1859-1912)
- Jules Le Jeune (1860-1910)
- Emile De Mot (1873-1909)
- Charles Woeste (1873-1922)
- Edmond Picard (1880-1920)
- Jules Van Dievoet
- Charles-Xavier Sainctelette (1889-1898)
- Alfred Vauthier (1890-1916)
- Charles Duvivier (1893-1909)
- Léon Delacroix, 1909-1929
- Eugène Hanssens (1913-1922)
- Paul Veldekens (1929-1958)
- Paul Struye (1939-1974)
- Georges van Hecke (1964-2000)
- Pierre Van Ommeslaghe
- Willy van Eeckhoutte (1999-)
- Pierre Anciaux